# Gregory Gordon
Gregory William Gordon (ur. 4 października 1960 w Filadelfii) – amerykański duchowny katolicki, biskup pomocniczy Las Vegas od 2021.

## Życiorys

### Prezbiterat
Święcenia kapłańskie przyjął 16 stycznia 1988 i został inkardynowany do diecezji Reno-Las Vegas, a w 1995 został włączony do duchowieństwa nowo utworzonej diecezji Las Vegas. Pracował głównie jako duszpasterz parafialny. W latach 2007–2014 był pracownikiem nuncjatury apostolskiej w USA, a w latach 2020–2021 był kanclerzem kurii i wikariuszem generalnym diecezji.

### Episkopat
28 maja 2021 papież Franciszek mianował go biskupem pomocniczym Las Vegas ze stolicą tytularną Nova Petra. Sakry udzielił mu 16 lipca 2021 arcybiskup George Leo Thomas.